# Гума (платформа)
Гума (абх. Гәыма) — железнодорожная платформа в Сухуме, открыта в 1940-м году. Расположена параллельно Гумской улице, между Сухумским Ботаническим садом и Сухумским обезьяним питомником. От павильона станции ведут на спуск лестницы к проспекту Леона.

## История
Остановочный пункт открыт под названием Ботанический сад, позже его переименовали в Бараташвили, затем в Баратов. Лишь в 1990-е годы платформа была переименована в Гуму.
В советское время на платформе останавливались электропоезда Сухум — Очамчыра, Сухум — Ткуарчал, Сухум — Зугдиди.

## Инфраструктура
На станции расположен остановочный павильон в стиле сталинского ампира, построенный в 1947 году. После грузино-абхазской войны павильон платформы был частично разрушен. С тех времён, по состоянию на 2022 год, никакие поезда на платформе не останавливаются. Электрификация железнодорожной линии от станции Сухум не восстанавливалась.
В 2019 году «Абхазская железная дорога» предоставила территорию остановочного пункта в аренду частным лицам. Платформа стала культурно-деловой площадкой, где проходят выставки, мастер-классы, показы кино, ярмарки и лекции. Здание павильона частично отремонтировано, территория облагорожена.
В 2023 году руководство АЖД приобрело новые балясины для их установки на остановочном пункте.